# Jiršovci
Jiršovci este o localitate din comuna Destrnik, Slovenia, cu o populație de 119 locuitori.